# 小行星25402
小行星25402（25402 Angelanorse）是一颗绕太阳运转的小行星，为主小行星带小行星。该小行星于1999年11月19日发现。

## 轨道参数
小行星25402的轨道半长轴为364 155 871 km，2.4341970 UA，离心率为0.100。